# Serieåret 1916

## Födda
- 9 januari - Ernie Schroeder (död 2006), amerikansk serieskapare och illustratör.
- 20 januari - George Papp (död 1989), amerikansk serieskapare.
- 5 april - Bernard Baily (död 1996), amerikansk serieskapare.
- 11 april - Irv Novick (död 2004), amerikansk serietecknare.
- 18 april - Carl Burgos (död 1984), amerikansk serieskapare.
- 26 april - George Tuska, amerikansk serietecknare.
- 30 maj - Mort Meskin, (död 1995), amerikansk serietecknare.
- 21 juni - Jack Sparling, (död 1997), amerikansk serietecknare.
- 6 juli - Don R. Christensen (död 2006), amerikansk serieskapare och animatör.
- 9 juli - Mort Leav (död 2005), amerikansk serietecknare
- 16 augusti - Paul Gustavson (död 1977), amerikansk serieskapare.
- 4 september - Syd Shores (död 1973), amerikansk serietecknare.
- 6 oktober - Bob Powell (död 1967), amerikansk serietecknare.
- 9 oktober - Mars Ravelo (död 1988), filippinsk serieskapare.
- 14 oktober - Bob Oksner (död 2007), amerikansk serieskapare.
- 17 oktober - Virgil Franklin Partch (död 984), amerikansk serieskapare.
- 3 november - Harry Lampert (död 2004), amerikansk serietecknare.
- 4 november - Lo Hartog van Banda (död 2006), nederländsk serieskapare.
- 17 november - Alvin Schwartz, amerikansk manusförfattare till bl.a. Batman och Stålmannen.